# Agapetus jakutorum
Agapetus jakutorum là một loài Trichoptera trong họ Glossosomatidae. Chúng phân bố ở miền Cổ bắc.